# ايتور جارمنديا
ايتور جارمنديا (بالإسبانية: Aitor Garmendia)‏ مواليد 3 مارس 1968 في إساسوندو، إسبانيا، هو دراج إسباني سابق في صنف سباق الدراجات على الطريق.

## روابط خارجية
- ايتور جارمنديا على موقع أرشيف الدراجات (الإنجليزية)
- ايتور جارمنديا على موقع إحصائيات الدراجات الإحترافية (الإنجليزية)